# Rolf de Heer
Rolf de Heer (Heemskerk, 4 maggio 1951) è un regista, sceneggiatore e produttore cinematografico olandese naturalizzato australiano.

## Biografia
Presente in concorso al Festival di Cannes nel 1996 con La stanza di Cloe (The Quiet Room) e nel 1998 con Balla la mia canzone (Dance Me to My Song), ha vinto il premio speciale della giuria nella sezione Un Certain Regard al Festival di Cannes 2006 con 10 canoe (Ten Canoes).
Ha vinto il Gran premio della giuria della Mostra del cinema di Venezia 1993 con Bad Boy Bubby.

## Filmografia
- Tale of a Tiger (1984)
- Encounter at Raven's Gate (1988)
- Dingo (1991)
- Bad Boy Bubby (1993)
- La stanza di Cloe (The Quiet Room) (1996)
- Epsilon (1997)
- Balla la mia canzone (Dance Me to My Song) (1998)
- Il vecchio che leggeva romanzi d'amore (The Old Man Who Read Love Stories) (2000)
- The Tracker (2002)
- Alexandra's Project (2003)
- 10 canoe (Ten Canoes) (2006)
- Dr. Plonk (2007)
- Twelve Canoes (2008)
- The King Is Dead! (2012)
- Charlie's Country (2013)
- In the Same Garden (2016)